# Khaled Souissi
Khaled Souissi (arabe : خالد السويسي), né le 20 mai 1985 à Tunis, est un footballeur tunisien évoluant au poste de défenseur axial ou latéral (droit). Il mesure 1,80 m pour 76 kg.

## Carrière

### Clubs
- 2001-2005 : Espoir sportif de Jerba Midoun
- 2005-2011 : Club africain
- 2011-2012 : Athlétic Club Arles-Avignon
- 2012-2013 : Club africain
- 2013-2014 : El Gawafel sportives de Gafsa

Le 25 avril 2012, le club de l'Athlétic Club Arles-Avignon annonce sur son site officiel que le joueur a résilié son contrat de deux ans.

### Équipe nationale
Khaled Souissi honore sa première sélection nationale le 6 janvier 2008 lors du match joué contre la Zambie (1-2).

## Palmarès
- Championnat d'Afrique des nations (1) : 2011
- Coupe nord-africaine des clubs champions (2) : 2008, 2010
- Championnat de Tunisie (1) : 2008
- Coupe de Tunisie (0) :
  - Finaliste : 2006